# Paweł Zalewski (polityk)
Paweł Ksawery Zalewski (ur. 25 września 1964 w Warszawie) – polski polityk, historyk i przedsiębiorca, poseł na Sejm I, V, VI, IX i X kadencji (1991–1993, 2005–2009, od 2019), poseł do Parlamentu Europejskiego VII kadencji (2009–2014), sekretarz stanu w Ministerstwie Obrony Narodowej (od 2023), wiceprzewodniczący Polski 2050 (od 2024).

## Życiorys
Syn Jerzego Ksawerego Zalewskiego, absolwenta SGH w Warszawie, żołnierza Armii Krajowej w Górach Świętokrzyskich, po II wojnie światowej zajmującego się planowaniem gospodarczym oraz budową i rozwojem fabryki części samochodowych w Łomiankach. Jego dziadkiem ze strony ojca był międzywojenny dyplomata Ksawery Józef Karol Zalewski.
W 1990 ukończył studia na Wydziale Historycznym Uniwersytetu Warszawskiego ze specjalnością edytorską.
W latach 80. prowadził opozycyjną działalność wydawniczą. Należał do Niezależnego Zrzeszenia Studentów. W 1989 uczestniczył w obradach Okrągłego Stołu w podzespole ds. szkolnictwa wyższego. W latach 1989–1991 był doradcą ministra edukacji narodowej. W 1990 współtworzył Forum Prawicy Demokratycznej, z którym w 1991 przystąpił do Unii Demokratycznej. Zasiadał w radzie regionalnej tej partii, a także w radzie politycznej Frakcji Prawicy Demokratycznej wewnątrz ugrupowania. W 1991 z listy UD został posłem. Od 1992 należał do Partii Konserwatywnej. W 1993 bez powodzenia ubiegał się o reelekcję z listy Katolickiego Komitetu Wyborczego „Ojczyzna”. Tuż po wyborach wystąpił z partii, współtworząc w 1994 Koalicję Konserwatywną (wspólnie z Kazimierzem Michałem Ujazdowskim), która w 1999 weszła w skład Stronnictwa Konserwatywno-Ludowego. Paweł Zalewski był wiceszefem rady politycznej tej partii. Bezskutecznie ubiegał o mandat radnego sejmiku mazowieckiego w 1998 z listy Akcji Wyborczej Solidarność oraz w 2002 z listy Prawa i Sprawiedliwości. W 2001 współtworzył partię Przymierze Prawicy, z którą w 2002 przystąpił do Prawa i Sprawiedliwości, zostając członkiem zarządu głównego tej partii. 11 maja 2007 rada polityczna PiS wybrała go na wiceprezesa ugrupowania.
W latach 1991–1996 pracował na stanowisku starszego asystenta w Szkole Głównej Handlowej w Warszawie. W 1996 podjął pracę jako partner zarządzający w międzynarodowej firmie doradztwa personalnego. Od 2002 do 2003 zasiadał w zarządzie województwa mazowieckiego. W wyborach do Parlamentu Europejskiego w 2004 bez powodzenia kandydował z pierwszego miejsca listy PiS w okręgu łódzkim. W wyborach parlamentarnych w 2005 został wybrany na posła z listy PiS w okręgu sieradzkim. W Sejmie V kadencji przewodniczył Komisji Spraw Zagranicznych.
W 2007 tygodnik „Polityka” uznał go za najlepszego posła sezonu parlamentarnego 2006/2007. W lipcu tego samego roku prezes PiS Jarosław Kaczyński zawiesił Pawła Zalewskiego w prawach członka ugrupowania, motywując to jego rzekomą nielojalnością wobec partii, rządu i prezydenta Lecha Kaczyńskiego. Zarzuty wobec niego związane były z krytycznymi uwagami, jakie padły w wywiadzie radiowym 3 lipca 2007 pod adresem minister spraw zagranicznych Anny Fotygi i dotyczyły posiedzenia sejmowej Komisji Spraw Zagranicznych z 28 czerwca, na którym Anna Fotyga relacjonowała przebieg i ustalenia szczytu UE w Brukseli z 23 czerwca. W październiku 2007 postępowanie dyscyplinarne zostało umorzone, a on sam powrócił na stanowisko wiceprezesa partii.
W wyborach parlamentarnych w tym samym roku po raz trzeci uzyskał mandat poselski, otrzymując 35 524 głosy. Wkrótce wraz z dwoma innymi wiceprezesami partii (Ludwikiem Dornem i Kazimierzem Michałem Ujazdowskim) ustąpił z zajmowanego stanowiska. 16 listopada 2007 wszyscy trzej, decyzją prezesa PiS Jarosława Kaczyńskiego, zostali zawieszeni w prawach członków partii. 12 grudnia tego samego roku wraz z Kazimierzem Ujazdowskim zrezygnował z członkostwa w PiS. W 2008 był wśród założycieli stowarzyszenia Mazowsze XXI, jednak nie zaangażował się w działalność ogólnopolskiego Ruchu Obywatelskiego „Polska XXI” i nie przystąpił do jego koła poselskiego.
W 2009 został kandydatem Platformy Obywatelskiej w wyborach do Parlamentu Europejskiego w okręgu warszawskim. W maju tego samego roku przystąpił do klubu parlamentarnego PO, a następnie został członkiem partii. Uzyskując 51 529 głosów, zdobył mandat deputowanego do PE. W PE przystąpił do grupy chadeckiej, wybrano go też na wiceprzewodniczącego Komisji Handlu Międzynarodowego. W lipcu 2011 zainicjował powołanie European Parliament-Ukraine LINK Group, skupiającą europosłów z różnych frakcji Parlamentu Europejskiego, której celem jest wspieranie procesu integracji Ukrainy z Unią Europejską. W 2011 zajął 5. miejsce w rankingu na dziesięciu lobbystów Ukrainy na świecie, sporządzonym przez kijowski Instytut Polityki Światowej. W styczniu 2013 decyzją ministra spraw zagranicznych Radosława Sikorskiego został mianowany współprzewodniczącym Polsko-Ukraińskiego Forum Partnerstwa. W wyborach w 2014 nie uzyskał europarlamentarnej reelekcji. Zasiadał w radzie Instytutu Obywatelskiego (think tanku PO). W wyborach samorządowych w 2018 bez powodzenia kandydował do sejmiku świętokrzyskiego.
W wyborach w 2019 uzyskał mandat posła na Sejm IX kadencji, kandydując z ramienia Koalicji Obywatelskiej w okręgu podwarszawskim i otrzymując 12 248 głosów. W maju 2021 decyzją zarządu PO został usunięty z partii, której władze zarzuciły mu m.in. szkodzenie PO i podważanie decyzji władz. Kilka dni później znalazł się także poza klubem parlamentarnym KO, zostając posłem niezrzeszonym. W październiku tego samego roku (kilka dni po rezygnacji z odwołania się od decyzji o wykluczeniu z PO) dołączył do Polski 2050 Szymona Hołowni.
W wyborach w 2023 z powodzeniem ubiegał się o poselską reelekcję z ramienia koalicji Trzecia Droga (z wynikiem 35 395 głosów). W grudniu tego samego roku został powołany na stanowisko sekretarza stanu w Ministerstwie Obrony Narodowej. W 2024 bezskutecznie kandydował w kolejnych wyborach europejskich (był liderem listy Trzeciej Drogi w okręgu nr 3).

## Wyniki w wyborach ogólnopolskich
| Wybory | Komitet wyborczy                   | Komitet wyborczy                      | Organ                             | Okręg          | Wynik          |
| ------ | ---------------------------------- | ------------------------------------- | --------------------------------- | -------------- | -------------- |
| 1991   |                                    | Unia Demokratyczna                    | Sejm I kadencji                   | nr 26          | 2996 (1,20%)   |
| 1993   |                                    | Katolicki Komitet Wyborczy „Ojczyzna” | Sejm II kadencji                  | nr 8           | 1333 (0,93%)   |
| 2004   |                                    | Prawo i Sprawiedliwość                | Parlament Europejski VI kadencji  | nr 6           | 12 365 (7,32%) |
| 2005   | Sejm V kadencji                    | Prawo i Sprawiedliwość                | nr 11                             | 14 068 (4,90%) |                |
| 2007   | Sejm VI kadencji                   | Prawo i Sprawiedliwość                | nr 11                             | 35 524 (9,29%) |                |
| 2009   |                                    | Platforma Obywatelska                 | Parlament Europejski VII kadencji | nr 4           | 51 529 (6,23%) |
| 2014   | Parlament Europejski VIII kadencji | Platforma Obywatelska                 | 18 379 (2,41%)                    | nr 4           |                |
| 2019   |                                    | Koalicja Obywatelska                  | Sejm IX kadencji                  | nr 20          | 12 248 (2,05%) |
| 2023   |                                    | Trzecia Droga                         | Sejm X kadencji                   | nr 20          | 35 395 (4,84%) |
| 2024   | Parlament Europejski X kadencji    | Trzecia Droga                         | nr 3                              | 18 256 (2,66%) |                |

## Odznaczenia
- Krzyż Wielki Orderu Gwiazdy Solidarności Włoskiej – Włochy (2006)[27]
- Kawaler Legii Honorowej – Francja[28] (2007)
- Prezydencki Order Doskonałości – Gruzja (2013)[29]